# Lemniscomys
Lemniscomys (Лемніскоміс) — рід гризунів родини Мишевих. 

## Опис тварин
Довжина тіла 8-14 сантиметрів, хвіст довжиною 8-16 см, вага 18-68 грамів. Грубе хутро забарвлене зверху від темно-сірого до темно-коричневого, низ від білуватого до світло-сірого. На спині є одна чи кілька темних смуг, різного характеру.

## Проживання
Більшість видів проживають в Африці південніше Сахари, єдиний вид, що живе на північ від Сахари — Lemniscomys barbarus. Як правило, вони знаходяться в трав'янистих місцях проживання. 

## Поведінка
Вони будують сферичні гнізда з листя і трав, які висять у високій траві або низьких чагарниках. Вони не риють нори, але ховаються від небезпеки у нори створені іншими тваринами. Їдять насіння трав, іноді комах. Вони переважно денні, є також повідомлення про сутінкову або нічну діяльність. Поодинокі. Потенційна тривалість життя становить чотири-п'ять років, в дикій природі ймовірно, цей вік, майже ніколи не досягається.

## Відтворення
Народжує під час сезонів дощів, які тривають з квітня по червень в Східній Африці і з вересня по грудень. У ці періоди може бути кілька приплодів. Народжується до 12 дитинчат в приплоді, але 4-5 є найбільш поширеною кількістю.  

## Види
- Lemniscomys barbarus (Linnaeus, 1766)
- Lemniscomys bellieri (Van der Straeten, 1975)
- Lemniscomys griselda (Thomas, 1904)
- Lemniscomys hoogstraali (Dieterlen, 1991)
- Lemniscomys linulus (Thomas, 1910)
- Lemniscomys macculus (Thomas and Wroughton, 1910)
- Lemniscomys mittendorfi (Eisentraut, 1968)
- Lemniscomys rosalia (Thomas, 1904)
- Lemniscomys roseveari (Van der Straeten, 1980)
- Lemniscomys striatus (Linnaeus, 1758)
- Lemniscomys zebra (Heuglin, 1864)